# Euprosthenopsis pulchella
Espèce
Synonymes
- Euprosthenops pulchellus Pocock, 1902

Euprosthenopsis pulchella est une espèce d'araignées aranéomorphes de la famille des Pisauridae.

## Distribution
Cette espèce se rencontre en Afrique du Sud, au Lesotho et en Eswatini.

## Description
La femelle holotype mesure 11 mm.
Le mâle décrit par Silva et Sierwald en 2014 mesure 11,67 mm.

## Publication originale
- (en) Pocock, 1902 : Descriptions of some new species of African Solifugae and Araneae. Annals and Magazine of Natural History, sér. 7, vol. 10, p. 6-27 (texte intégral).